# Cristo del Jubileo
El Cristo del Jubileo es una obra anónima realizada en la segunda mitad del siglo xvi. Está ubicado en la Iglesia de Nuestra Señora de las Angustias de Valladolid (Castilla y León, España).

## Historia
Respecto a los orígenes de la imagen, tan solo se sabe que fue elaborada por un indio mexicano en la segunda mitad del siglo xvi. Creado con fines rituales, hay constancia de que para 1608 el Cristo del Jubileo se hallaba presidiendo la Capilla de la Soledad en la iglesia penitencial junto a una imagen de la Dolorosa emplazada a sus pies, aunque acabaría siendo sustituido por el Cristo de los Carboneros, obra de Francisco del Rincón en 1606. Retirado del culto y almacenado en las dependencias de la cofradía debido al deterioro, la talla sufrió los estragos del tiempo hasta tal punto que para finales del siglo xx su estado de conservación era tan deplorable que en 1998 se hizo necesario enviar la pieza a Sevilla para ser sometida a una urgente consolidación del soporte, siendo restaurada en su totalidad en 2006 por la vallisoletana Carmen Santamaría, quien descubrió que la obra estaba hecha a base de pasta de caña de maíz, lo que permitió desmentir la creencia de que era una figura de papelón.: 27  Las tareas iniciales consistieron en mantener las piernas unidas al tronco, debiéndose realizar un escáner para conocer el grado de deterioro y siendo la labor más complicada el unir la cabeza y los brazos con el torso dado lo delicado del material, para lo que se tuvo que ir hilando cada parte de los brazos «hebra por hebra». Además de no variarse ninguno de los elementos originales de la imagen, se logró recuperar el desaparecido paño de pureza mediante el estudio de las marcas presentes en la talla, la cual, una vez restaurada, volvió a ocupar el que fuera su lugar original hasta la década de 1930, perdurando como una de las imágenes más antiguas de la Ilustre Cofradía Penitencial de Nuestra Señora de las Angustias, lo que hace posible que hubiese podido estar en la primitiva sede de la hermandad en la calle Torrecilla, aunque no figura inventariada hasta 1842. De gran devoción en el pasado, consta en 1920 la ofrenda a la imagen de un paño de pureza a modo de faldón, prenda que le otorgaba un aspecto similar a nivel iconográfico al Cristo de Burgos,: 27  siendo a día de hoy una pieza de gran valor debido a la escasez de crucificados de este tipo en Valladolid.

## Descripción
Perteneciente a la corriente de los Cristos Tarascos y con unas dimensiones mayores que el natural, la cabeza, el torso y las extremidades están realizadas en pasta de caña de maíz mientras que las manos y los pies están tallados en madera por ser estas las zonas donde la pieza necesita más resistencia.: 27  La obra, realizada en México aunque alejada de los prototipos novohispanos tradicionales, exhibe una cuidada fisionomía acorde al naciente naturalismo barroco, con la particularidad de no contar con el cabello ni la barba talladas, por lo que resulta obligado recurrir al uso de postizos, lo que aumenta su patetismo, reforzado además con la presencia de verdugones y regueros de sangre que cubren su tronco, brazos y piernas, todo lo cual constituye una vaga reminiscencia de la imaginería gótica del siglo xiv y de las tallas ejecutadas en Burgos por Gil de Siloé en la época de los Reyes Católicos. Como única prenda luce un paño de pureza o perizoma muy ceñido tapado por otro realizado en tela encolada el cual se añadió durante la última restauración, siendo por su parte la corona de espinas postiza.